# Tunnel Bargagli-Ferriere
Le tunnel Bargagli-Ferriere est un tunnel routier italien qui se trouve sur le tracé de la route SP 225 situé dans la province de Gênes, en Ligurie.

## Historique
La création du tunnel Bargagli-Ferriere a été décidée par décret ministériel le 16 novembre 1959, publié au Journal officiel de la République italienne le 18 février 1960.
Il mesure 2 031 mètres de longueur et se trouve sur le tracé de la route SP 225 - route provinciale/départementale 225, dans la province de Gênes. Le tunnel et ses voies d'accès ont été ouverts à la circulation le 15 juin 1971 sur une longueur de 4 250 mètres. À ses débuts, l'ouvrage a fait l'objet d'un péage car il était classé « liaison autoroutière ».
En 1975, le montant du péage était de 300 lires, soit 1 FF, et au taux de la monnaie en 2010, l'équivalent d'un euro à peine. Le tunnel et ses voies d'accès étaient gérés par la 'Società traforo Bargagli-Ferriere (filiale de la société Autostrade) jusqu'en 1980, date à laquelle l'ouvrage fut cédé à l'ANAS. L'ensemble fut alors intégré dans le réseau routier existant, la SS 225, route nationale. En 2001, la gestion de la SS225 est passée sous le contrôle de la province de Gênes d'où son classement en route provinciale-départementale.
La traversée du tunnel est devenue gratuite en 1980 mais reste interdite aux cycles, piétons et aux motocyclettes de moins de 125 cm3.

## Numérotation des tunnels en Italie
Les tunnels importants, et notamment les liaisons internationales portent des numéros à un seul chiffre. Le premier à être construit fut le tunnel du Mont-Blanc qui porte le numéro T1, le tunnel du Grand-Saint-Bernard le numéro T2, ce tunnel le T3 et le tunnel du Fréjus T4.
Avec l'abandon de la liaison autoroutière qui devait supplanter la SS225, le tunnel T3 a été débaptisé. Aucun autre tunnel ne portera le numéro 3.